# シャムシ・アダド5世
シャムシ・アダド5世（Shamshi Adad V、在位：紀元前824年 - 紀元前811年）は、古代メソポタミア地方の新アッシリア帝国の王である。名前は神アダドに由来する。兄弟との後継者争いを制してアッシリア王となるが、治世最初の数年間は兄弟による反乱が続き、王権の弱体化が進んだ。バビロニアに対して遠征し、宗主権を得る。妻サンムラマートとの間にアダド・ニラリ3世をもうけた。

## 家族
シャムシ・アダドはシャルマネセル3世王の息子であり、後継者だった。王妃サンムラマート（伝承的にはセミラミス女王のモデルと解釈されることもある）は彼の妻だった。二人の息子がアダド・ニラリ3世であり次の王となった。
彼はシャルマネセル4世の祖父でもある。

## 治世
シャムシ・アダドの治世の最初の数年間は、高齢のシャルマネセル王からの継承のための厳しい争いがあった。

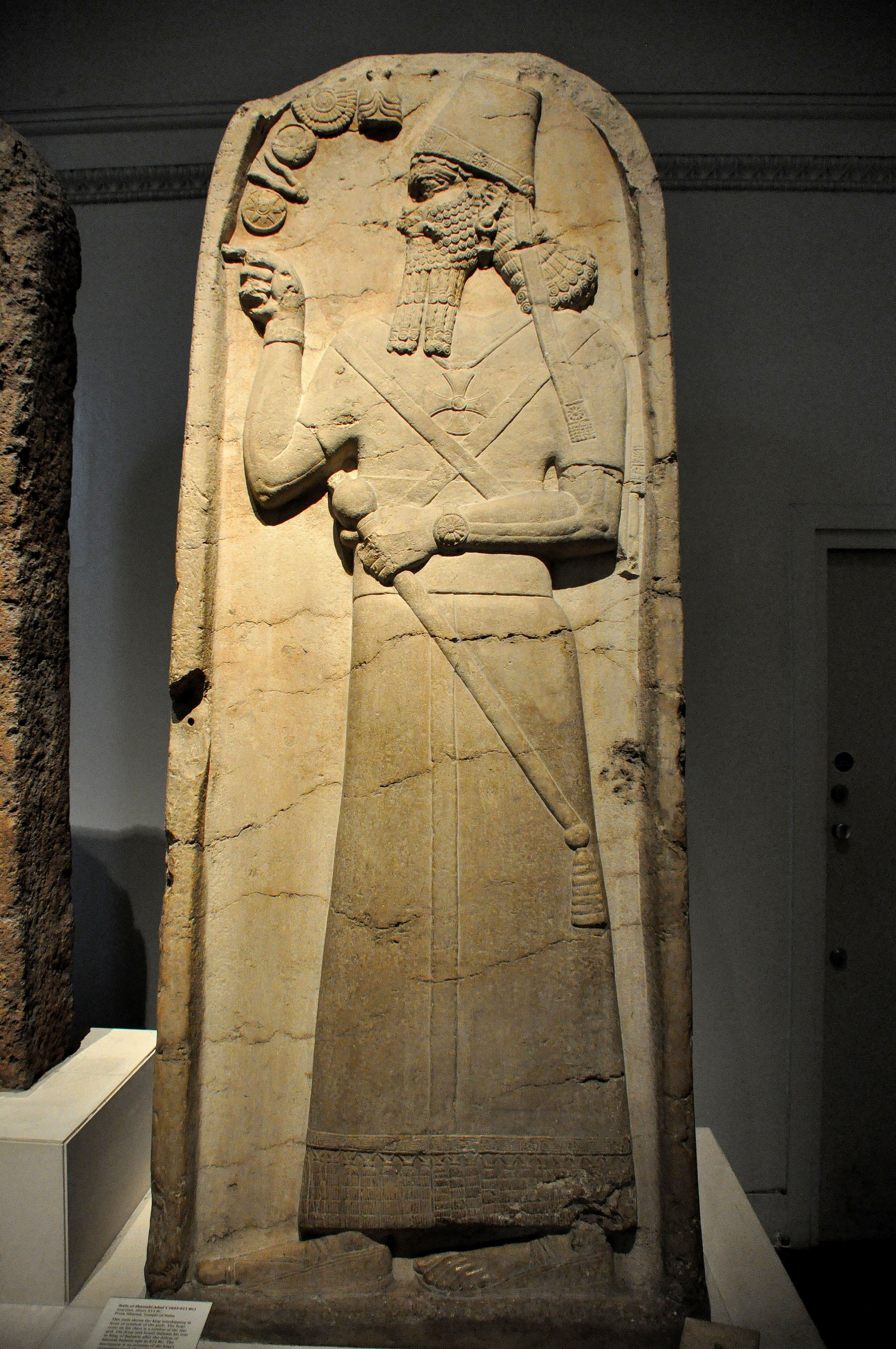
メソポタミアのニムルドにあるナブー神殿のアッシリア王シャムシ・アダド5世の石碑。

シャムシ・アダドの兄弟アッシュル・ダイン・パルが主導する反乱が、紀元前826年にすでに勃発していた。シャムシ・アダド自身の碑文によると、この反抗的な兄弟は、ニネヴェを含む27の重要な都市を味方に付けていた。反乱は紀元前820年まで続き、アッシリア帝国とその王権を弱体化させた。これはティグラト・ピレセル3世（紀元前744年即位）の改革まで王国に影響し続けた。
シャムシ・アダドはその後、メソポタミア南部に反対する遠征を行い、バビロニア王マルドゥク・ザキル・シュミ1世と条約を結んだ。
紀元前814年、彼はバビロニア王マルドゥク・バラス・イクビ率いる連合軍とデュル・パプスカルの戦いに勝利したとされるが、この年はそれ以上の進撃は行っていない。
翌年、紀元前813年にシャムシ・アダドはデール市（Der）を占領し、マルドゥク・バラス・イクビ王を破り、バビロニア王を捕虜としてアッシリアに連れ帰った。
さらに翌年、紀元前812年には次のバビロニア王ババ・アハ・イディナもシャムシ・アダドに家族もろともに捕らえられてアッシリアに送られた。デール、Lakhiru、Gannanatiを含む東部バビロニアの多数の都市が略奪され、これらの都市は単に財を奪われただけでなく、都市の守護神像もアッシリアに持ち去られた。
4年連続となる紀元前811年のバビロニア遠征については、一次史料は発見されていない。シャムシ・アダドは紀元前811年になくなっているが、その前のいずれかの時点でカルデア人からの貢納を受けている。碑文では自身の肩書きを「シュメールとアッカドの王」としており、これはバビロニア全体に対する宗主権の表明である。
紀元前812年以後のバビロニアは無政府状態に陥り、年代記には「(判読不明)年間、王は不在」と記された。

## 高官の時代
シャムシ・アダド5世からアッシュル・ニラリ5世の治世の終わりまでの約80年間（紀元前824年から紀元前745年）を「高官の時代」と呼び、地方の高官が時として王に比肩する権力を振るい、アッシリアが分権化したようにみえる時期が存在する。
これについて、単にアッシリアの国力が衰えて中央集権ができなくなったと見なすことも可能だが、実際には中央から派遣された高官が地方を直接支配するようになり、統制力と軍事力はかえって向上していた時代ともみなせる。
これに先立って征服事業を行ったアッシュル・ナツィルパル2世やシャルマネセル3世は、実際にはすべての征服地を中央集権的な支配下に組み込んだのではなく、かなりの場合、服属させた現地領主に「行政官（šaknu）」という肩書を与えることでアッシリアに「併合」したと見られる。このことを考え合わせると、高官の時代に起きていたことは、王権の（一時的な）衰退ではあっても、同時に地方を中央集権化する一過程とも見なせる。